# Flettner Fl 184
El Flettner Fl 184 va ser un autogir alemany de reconeixement nocturn i antisubmarí desenvolupat durant els anys trenta per Anton Flettner.

## Disseny
El Fl 184 era un autogir de dos seients amb cabina tancada. Els rotors del Fl 184 tenien una longitud de 12 m i un sistema de control de pas cíclic. La motorització de l'aeronau estava subministrada per un motor Siemens-Halske Sh 14A de 160 CV a una hèlix de fusta de dues pales.[1]

## Història operacional
L'únic Fl 184, matrícula D-EDVE, estava previst que es posés a prova per al reconeixement nocturn a finals de 1936. Tot i això, abans que es poguessin realitzar aquestes proves, es va incendiar en vol i es va estavellar. Després de l'accident es va cancel·lar tot el programa i no es van fabricar més aparells.